# گری فلدر
گری فلدر (انگلیسی: Gary Fleder؛ زادهٔ ۱۹ دسامبر ۱۹۶۵) یک کارگردان اهل ایالات متحده آمریکا است. وی از سال ۱۹۹۲ میلادی تاکنون مشغول فعالیت بوده‌است.
وی کارگردان فیلم‌هایی همچون بوسه دختران بوده است.